# Agapanthus inapertus
Espèce
Classification APG III (2009)
Agapanthus inapertus, l'Agapanthe fermée ou Agapanthe à fleurs fermées, est une espèce de plantes à fleurs de la famille des Amaryllidaceae. Elle est originaire des prairies, des lisières de forêts, des zones montagneuses ou rocheuses d'Afrique du Sud.
Étymologie : du grec ancien ἀγάπη (a̍gápê) -affection, amour divin- et ἄνθος (a̋nthos) -fleur-.

## Galerie

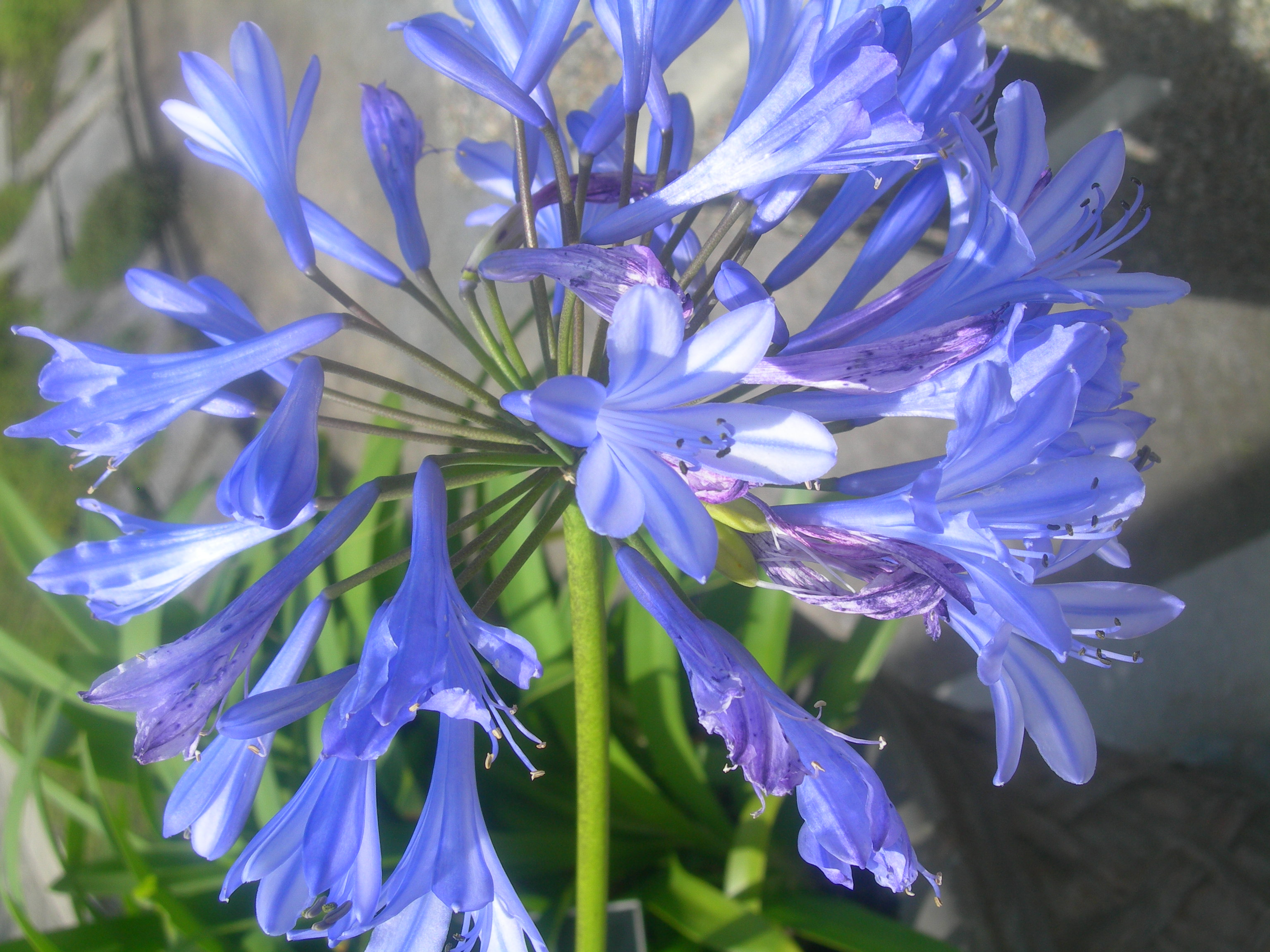
Inflorescence.